# Bielice (powiat kutnowski)
Bielice – wieś w Polsce, położona w województwie łódzkim, w powiecie kutnowskim, w gminie Krośniewice.
W latach 1975–1998 wieś należała administracyjnie do województwa płockiego.

## Integralne części wsi
| SIMC    | Nazwa    | Rodzaj    |
| ------- | -------- | --------- |
| 0567310 | Raszynek | część wsi |

## Zabytki
Według rejestru zabytków NID na listę zabytków wpisane są obiekty:
- zespół dworski, pocz. XX w., nr rej.: 497 z 22.05.1979:
  - dwór, drewniany
  - park